# Michael Weiss (natation)
Pour les articles homonymes, voir Michael Weiss et Weiss.
Michael Weiss, né le 23 mai 1991 à Reno, est un nageur américain.
En 2015, il est médaillé d'argent du relais 4 × 200 m nage libre lors des championnats du monde à Kazan.
Il remporte aussi quatre médailles aux Jeux panaméricains de Toronto dont le bronze au 200 mètres nage libre.
Il compte également deux médailles d'or aux championnats du monde petit bassin de 2012 et 2014 en participant à chaque fois aux séries du relais 4 × 200 m nage libre ensuite vainqueur en finale.